# سيدي علي (الجزائر)
سيدي علي بلدية جزائرية تقع غرب ولاية مستغانم وهي دائرة في نفس الوقت تاريخ تأسيسها
تأسست سنة 1873، وكانت تحمل هذا الاسم، إلى غاية سنة 1889 حيث أطلقت عليها الإدارة الفرنسية اسم كاساني (1817 - 1855)وهو ضابط فرنسي ساعد الضابط الفرنسي السفاح بيليسي في اقتراف جريمته ضد أولاد رياح في سنة 1845، فعينه هذا الأخير مساعدًا له في معسكره.

## التسمية
ترجع التسمية نسبة للولي الصالح سيدي علي ويعتبر هذا الوالي من السكان المهاجرين من منطقة المغرب في الفترة الممتدة من 1400م إلى 1500م ولقد استقر بالمنطقة التي يوجد فيها اليوم مكان ضريحه .ويحكى عنه أنه أتى إلى هذه المنطقة مع أمه وعمه الوالي الصالح سيدي عفيف الذي تولى رعاية أسرة أخيه المرحوم وتزوج أرملة أخيه، فأمره عمه بالرعي فكان الغالم يأخذ غنمه نحو المراعي الخصبة، ونظرا للهدوء والسكون والعياء فكان علي ينام بين الشجيرات فسرعان ما تتسارع نحوه الطيور لتحط على جسمه، وكانت الأغنام تحرص من طرف عدوها الذود وهو الذئب وهذا ما أدركه جماعة من إحدى القرى المجاورة وهم متوجهون إلى السوق األسبوعية .وأول ما وصلت هذه الأخبار إلى التي تقام كل أحد مسامع عمه أصبح يتبعه متقفيا أثره خفية ليتأكد من األخبار ولما رأى بأم عينيه إشارات لكرامة الغالم عاد إلى البيت. تقول الحكاية الشعبية:
| سيدي علي (الجزائر) | وبعد مرور فترة من الزمن طلب منه عمه قائال له: يا ابن أخي ال يمكننا أن نمكث في مكان واحد نحن االإثنين، بل يجب أن تختار مكانا أخر لأنه اصبح لك شأن كبير، وأنت قادر على مواجهة الحياة ومصاعبها فاختار علي المكان الذي يوجد فيه | سيدي علي (الجزائر) |

ضريحه اليوم حتى وفاته، فلقد استقر في مكان يقابل الهضبة التي تظهر من خلالها ديار عمه وتوسط قبائل ثلاثة من عائلات بلكحل وعدول ودريع.

## تاريخها
تحتصن سيدي علي على عدة مواقع تاريخية وأثرية، تتوزع على ما يلي:

### ما قبل التاريخ
ويتمثل في موقع (وادي الرايح)، الذي ترجع فترته إلى ما قبل التاريخ، وفيه كمية هائلة من الأدوات الحجرية المصقولة التي كان يستعملها الإنسان البدائي آنذاك، وتعود فترته إلى ما بين 400 ألف إلى 600 ألف سنة قبل الميلاد (حسب الدراسات التي ألقيت عنه)

### العهد الروماني
والذي يقع موقعه في شرق سيدي علي، ويتمثل في مقبرة رومانية شاسعة، ويسمى عند العوام (حوش الواقبية)

### عهد الفتوحات الإسلامية
ذكر العلامة ابن الخلدون في تاريخه، حادثة تاريخية شهدتها منطقة سيدي علي، تمثلت في عبور الخليفة عبد الرحمن الداخل (صقر قريش) هذه المنطقة متوجهًا إلى الأندلس، هاربًا من بطش أبي العباس السفاح الذي قام بقتل كل الأسرة الأموية، وإذ بعبد الرحمن ينجو من القتل (وهو الوحيد الذي نجا من الموت)، هاربا نحو الأندلس، وعندما وصل هذه المنطقة (منطقة سيدي علي)، لقيه أميرها حسان بن زروال، واستقبله استقبال الأبطال، وعرّفه بالمنطقة وأهلها، ثم واصل مسيره نحو الأندلس ليؤسس دولته الأموية فيدا متخذًا من قرطبة عاصمة له

### الفترة العثمانية
فعندما دخل العثمانيون الجزائر، توسعت سلطتهم في أرجائها، وقاموا بتعميرها، ومما قاموا به في منطة سيدي علي، بناء أبراج لمراقبة السفن والملاحة البحرية، ولكون سيدي علي بعيدة عن البحر، اكتفة العثمانيون ببناء برج وأبراج مماثلة له للتناسق فيما بيها في إظهار الآشارات والعلامات

### الفترة الاستعمارية الفرنسية

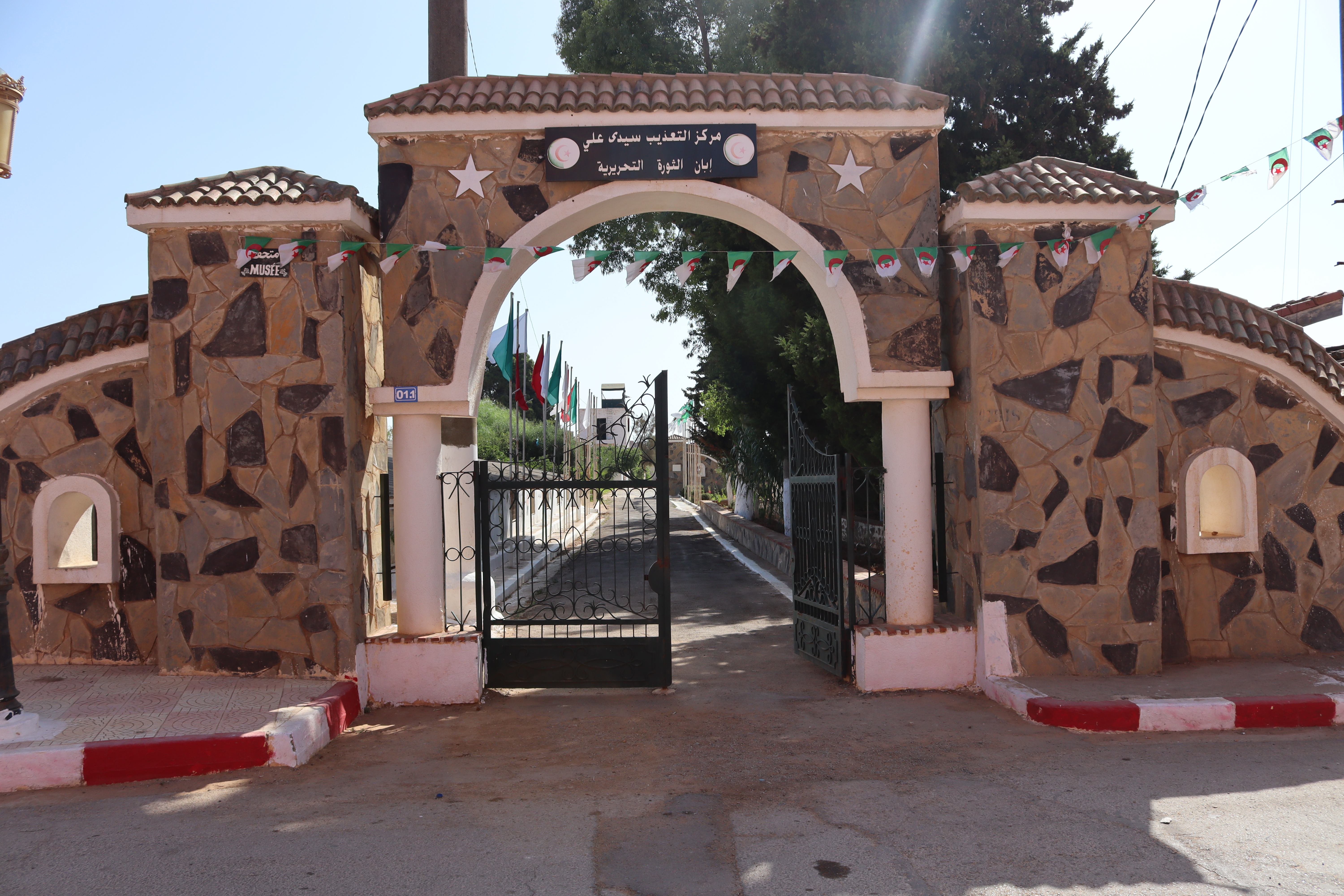
معتقل التعذيب - مدينة سيدي علي، مستغانم

لم تنج سيدي علي من قبضة الاستعمار الفرنسي الذي احتل كامل التراب الجزائري، فسكنها المعمرون الفرنسيون سالبين أخصب الأراضي الفلاحية من أهلها، الذين حُرموا من جميع مزايا الحياة ليحشروهم في مستنقع الثالوث الخطير (الجهل والفقروالحرب)، إلى أن استفاق شبابها آنذاك في إصدار أمر لمحاربة هذا الاستعمار الدخيل على الجزائر ومقوماتها، وأعلنوا الحرب المقدسة في ليلة أول نوفمبر 1954 كبداية لعهدة الجزائر في طريق التحرير، وشهدت هذه الليلة عملية جريئة تمثلت في عملية الهجوم على ثكنة الدرك الفرنسي للاستيلاء على الأسلحة المودعة فيها، مما أدى إلى مقتل معمر فرنسي أمام بوابتها، وهذا قبل الموعد المحدد، وبعد سنتين من هذه العملية، اهتزت سيدي علي على وقع معركة تاريخية، سماها الأهالي (معركة سيدي زقاي)في شهر سبتمبر 1956، ثم تلتها معارك واشتباكات أخرى، فكانت ثمرة الاستقلال الوطني في شهر جويلية 1962

## الإدارة
تم إنشاءالمركز سكاني بموجب مرسوم صادر في 18 فبراير 1874، على طريق الظهرة، ثم عاصمة البلدية المختلطة التي تحمل نفس الاسم والتي تم إنشاؤها بموجب مرسوم حكومي بتاريخ 30 ديسمبر 1875.
تم توسيعها في عام 1910، وتم تأسيسها كبلدية بموجب مرسوم صادر في 23 أكتوبر 1956 (مع جزء صغير من دوار الشواشي)، في دائرة مستغانم.

## المواصلات

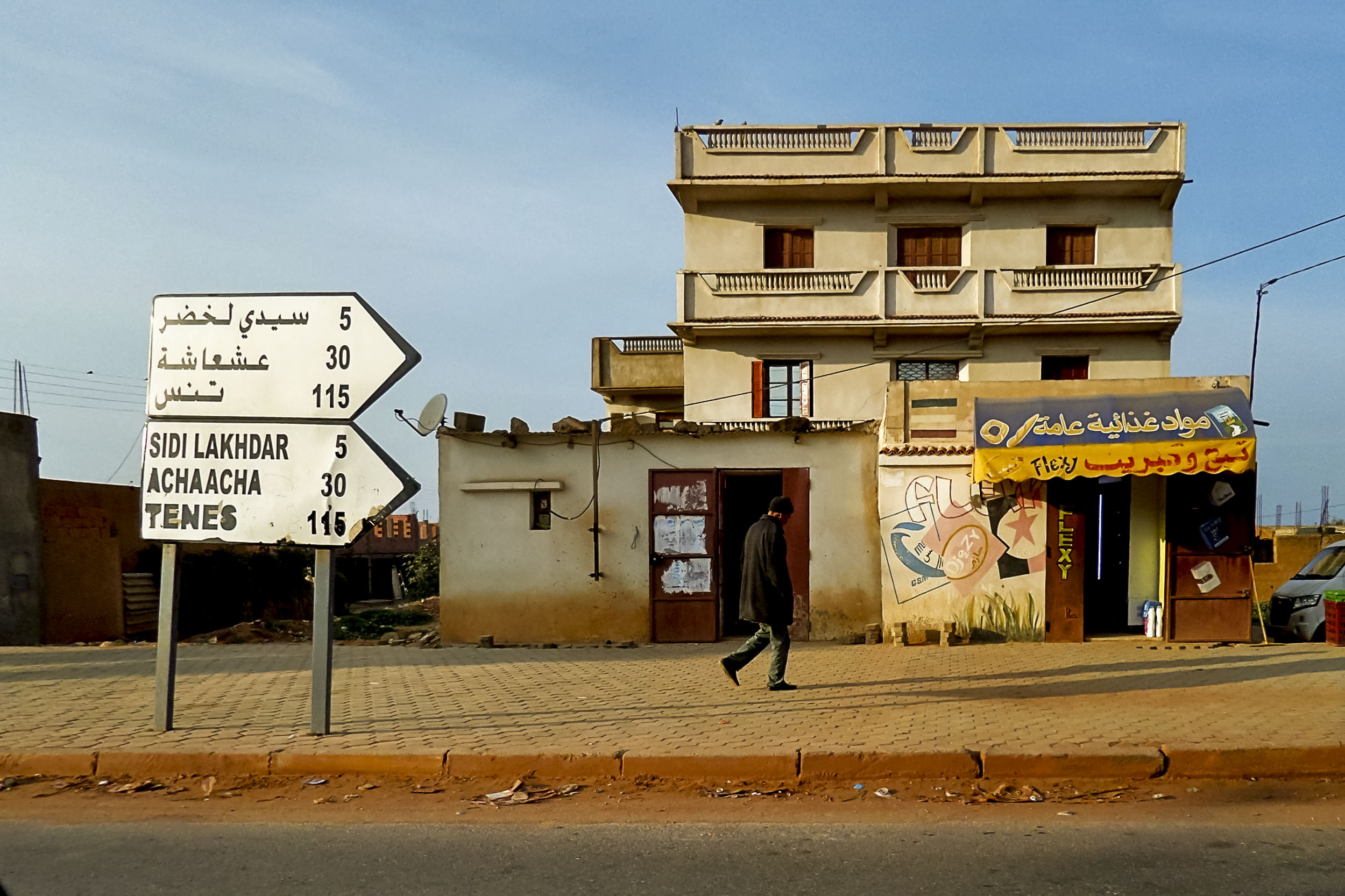
اولاد بوزيان

- اولاد بوزيانالطريق الوطني رقم 11
- الطريق الوطني رقم 90

## التعليم
- مركز التكوين المهني والتمهين هواري بومدين

1. ثانوية عبد الحميد دار عبيد
2. ثانوية عبد الباقي بن زيان الشعاعي

## مساجد

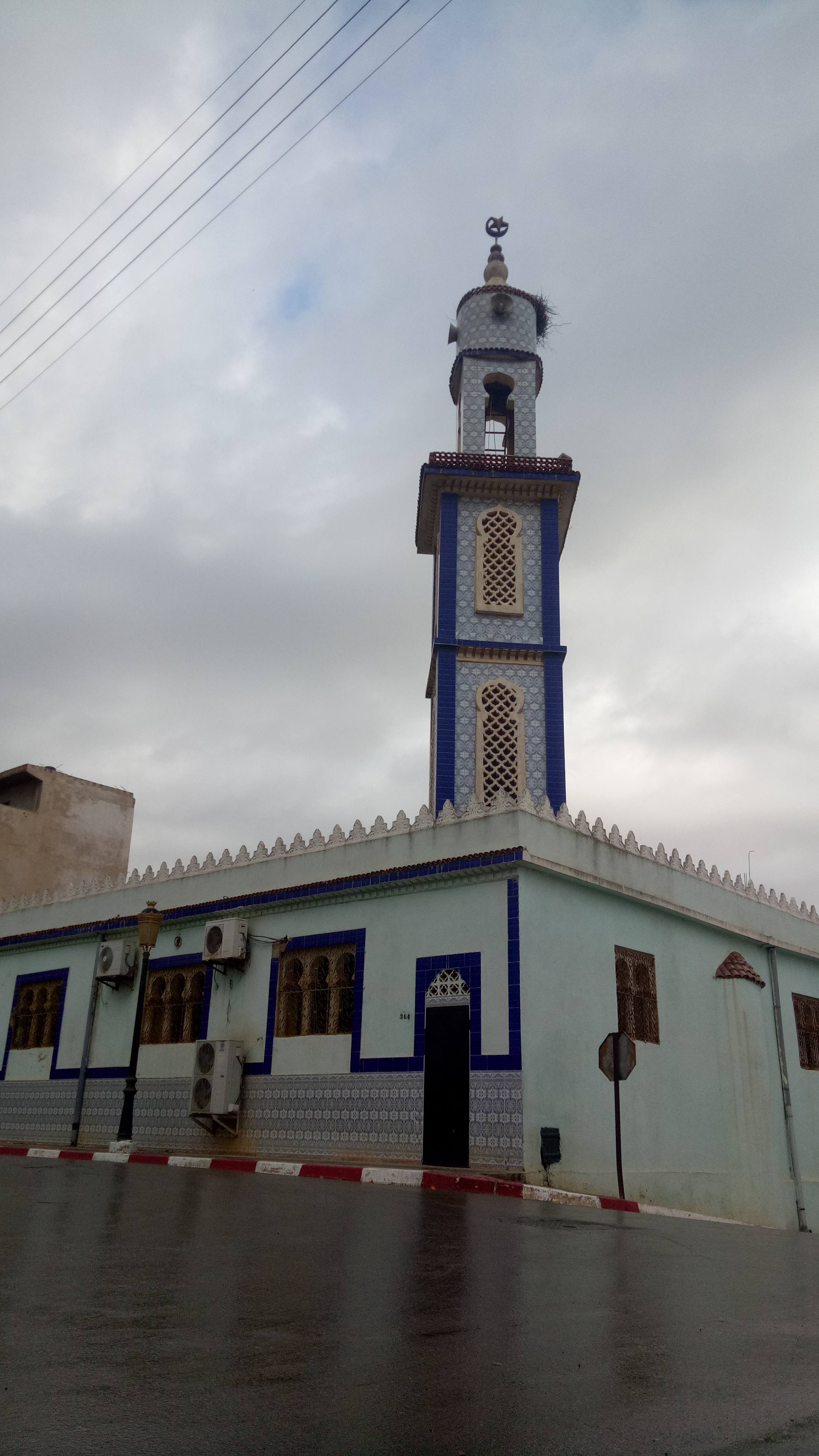
مسجد بسيدي علي

## معرض صور

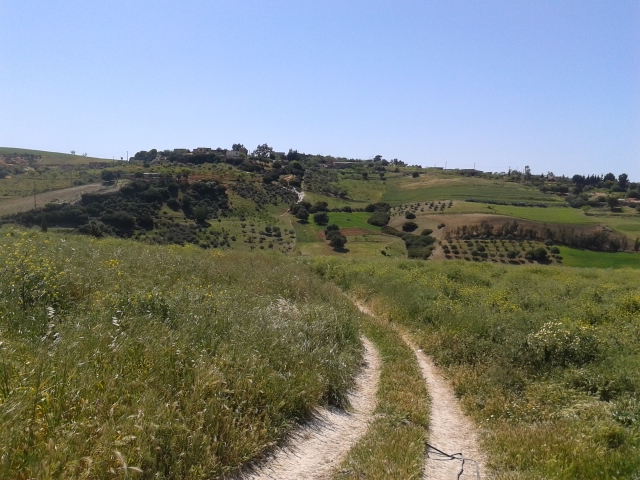
قرية النعايمية ب سيدي علي

## معالم
|    | الموقع                   | الصورة                                    |
| -- | ------------------------ | ----------------------------------------- |
| 01 | مغارة سيدي يوسف          |                                           |
| 02 | موقع واد الرياح          |                                           |
| 03 | مغارة جبل الشيخ          |                                           |
| 04 | موقع واد مصطفى           |                                           |
| 05 | مركز التعذيب             | متحف معتقل التعذيب ( الكاريال) - سيدي علي |
| 06 | المنبع الحموي سيدي بشاعة |                                           |
| 07 | متحف المجاهد             |                                           |

## أعلام
- نادية طالبي[6]

## وصلة خارجية
- سيدي علي